# Haviland (Kansas)
Haviland és una població dels Estats Units a l'estat de Kansas. Segons el cens del 2000 tenia 612 habitants.

## Demografia
Segons el cens del 2000, Haviland tenia 612 habitants, 207 habitatges, i 146 famílies. La densitat de població era de 502,8 habitants/km².
Dels 207 habitatges en un 32,4% hi vivien nens de menys de 18 anys, en un 58,9% hi vivien parelles casades, en un 8,7% dones solteres, i en un 29% no eren unitats familiars. En el 27,5% dels habitatges hi vivien persones soles el 8,2% de les quals corresponia a persones de 65 anys o més que vivien soles. El nombre mitjà de persones vivint en cada habitatge era de 2,51 i el nombre mitjà de persones que vivien en cada família era de 3,08.
Per edats la població es repartia de la següent manera: un 25,2% tenia menys de 18 anys, un 17,8% entre 18 i 24, un 19,4% entre 25 i 44, un 22,4% de 45 a 60 i un 15,2% 65 anys o més.
L'edat mediana era de 33 anys. Per cada 100 dones de 18 o més anys hi havia 91,6 homes.
La renda mediana per habitatge era de 29.821 $ i la renda mediana per família de 36.250 $. Els homes tenien una renda mediana de 30.179 $ mentre que les dones 18.214 $. La renda per capita de la població era de 12.075 $. Entorn del 6,6% de les famílies i l'11,2% de la població estaven per davall del llindar de pobresa.

## Poblacions més properes
El següent diagrama mostra les poblacions més properes.